# Zlonice (nádraží)
Zlonice jsou železniční stanice na jihozápadním okraji městyse Zlonice v okrese Kladno ve Středočeském kraji, západní část stanice se nachází na území vesnice Lisovice. Leží na neelektrizované jednokolejné trati Kralupy nad Vltavou – Louny. Ze stanice zároveň odbočuje jednokolejná regionální trať Roudnice nad Labem – Straškov – Zlonice.

## Historie
Stanice Zlonice byla vybudována jako součást Pražsko-duchcovské dráhy (PDE), spojující Prahu a Most za účelem přepravy uhlí. Do provozu byla uvedena 2. ledna 1873. Ze stanice odbočovala vlečka do panského cukrovaru hraběte Kinského ve Zlonicích, na níž byl provoz zahájen na podzim roku 1873. PDE navrhla její prodloužení do cukrovarů v Hospozíně a Velvarech, na což získala předkoncesi. Roku 1881 však byl vybudován pouze úsek do Hospozína, odkud odbočovala vlečka do cukrovaru Kinských. Kolejové napojení velvarského cukrovaru vybudovala Rakouská společnost státní dráhy (StEG).
V prosinci 1898 došlo k udělení koncese pro výstavbu místní dráhy Hospozín – Roudnice nad Labem-Bezděkov, na níž byl provoz zahájen v říjnu 1900. Zlonice tak v listopadu 1900 získaly přímé spojení s Roudnicí nad Labem. V souvislosti s prodloužením odbočné trati došlo také k rozšíření staniční budovy a stavbě výtopny.

### Úpadek osobní železniční dopravy
Po roce 1990 došlo nejprve k postupnému útlumu nákladní dopravy na trati Kralupy nad Vltavou – Louny. V září 1997 byla osobní doprava na trati Straškov – Zlonice redukována na provoz pouze ve všední dny, od prosince 2010 se počet vlaků snížil ze čtyř párů na dva. V prosinci 2007 navíc došlo ke zrušení rychlíkové dopravy mezi Prahou a Mostem, respektive Chomutovem.
Osobní železniční doprava na trati Straškov – Zlonice byla dále redukována v prosinci 2020, kdy byl na trati zaveden provoz tří párů sezónních osobních vlaků o víkendech a svátcích v období platnosti SELČ. Nastavený dopravní koncept se neujal a osobní vlaky linky S46 byly s příchodem GVD 2021/2022 zrušeny bez náhrady. S příchodem GVD 2023/2024 došlo ke zrušení spěšných vlaků v úseku Praha Masarykovo nádraží – Louny a osobní železniční doprava v úseku Slaný –  Louny byla redukována na čtyři páry osobních vlaků denně.

## Popis
Ve stanici se nacházejí čtyři nekrytá jednostranná nástupiště, k příchodu k vlakům slouží přechody přes koleje.

### Konfigurace kolejiště
Ve stanici se nachází čtyři dopravní koleje (od budovy číslované 2, 1, 3, 5) a čtyři koleje manipulační (4, 4a, 4b, 7), přičemž všechny dopravní koleje jsou průjezdné, koleje 4a a 4b jsou kusé. Ve stanici je celkem 20 výhybek. Výhybky pro jízdu na dopravní koleje jsou přestavovány ústředně signalisty, výhybky a výkolejky na manipulačních kolejích jsou přestavovány ručně. Klíče od výhybek a výkolejek jsou drženy v zástrčkových zámcích. Odjezdová návěstidla jsou ve směru Slaný/Straškov umístěna dvě (S1-5, S2), ve směru Klobuky v Čechách jedno (L5-2), platí pro více kolejí. Výprava vlaků s přepravou cestujících se provádí návěstí Odjezd.
Do stanice jsou zaústěny tři traťové koleje – od Slaného (vjezdové návěstidlo L), Klobuk v Čechách (vjezdové návěstidlo S) a Straškova (vjezdové návěstidlo KL).

### Zabezpečovací zařízení
Stanice je vybavena zabezpečovacím zařízením 2. kategorie – elektromechanickým zabezpečovacím zařízením vz. 5007. O jeho obsluhu se stará výpravčí se stanovištěm v dopravní kanceláři a dva signalisté se stanovištěm na stavědlech St. 1 a St. 2. Staniční zabezpečovací zařízení umožňuje uvedení do režimu výluky dopravní služby (VDS).
V přilehlých mezistaničních úsecích není zřízeno traťové zabezpečovací zařízení. Jízda vlaků je zabezpečována telefonickým dorozumíváním.

### Výluka dopravní služby
S příchodem GVD 2023/2024 a redukcí osobní dopravy na trati 110 byla ve stanici Zlonice zavedena trvalá VDS. Při VDS je stanice obsazena staničním dozorcem, který sleduje indikační prvky přejezdů v mezistaničních úsecích Zlonice – Straškov, Zlonice – Klobuky v Čechách a v obvodu stanice Zlonice. Zároveň telefonicky hlásí výpravčímu ŽST Louny, že vlak ve směru Klobuky v Čechách odjel celý.

## Fotogalerie
- Zvláštní vlak "Podřipská střela" ve stanici Zlonice 2. 12. 2023
- Zvláštní vlak "Podřipská střela" ve stanici Zlonice 7. 5. 2022
- Zchátralá budova skladiště na nádraží ve Zlonicích